# Fiumana
Fiumana (Fiumèna in romagnolo) è una frazione del comune di Predappio.

## Geografia fisica
Fiumana conta una popolazione di circa 1 250 abitanti e sorge sulle rive del fiume Rabbi, lungo la Strada statale 9ter del Rabbi che unisce Forlì, a circa 10 km, e Predappio, a circa 5 km. Fiumana rimase comune fino al 1925, anno nel quale le autorità fasciste ne decisero l'incorporamento nel comune di Predappio. Vista la natura non pianeggiante del suo territorio, si definisce 'Fiumana Bassa' la parte a minore altitudine nella quale era un tempo collocato il municipio (la più vicina al fiume) e 'Fiumana Alta' quella a maggiore altitudine (detta anche 'Ghiarétta').

## Storia
Sono presenti le rovine di un castello, un'antica chiesa e i resti di una villa romana del I secolo d.C.
Si hanno rinvenimenti archeologici che attestano la presenza di insediamenti umani fin dall'età del bronzo e, di epoca romana, rimangono i resti di una villa scoperta nel 1960 da Bernad Montanari. Probabilmente l'edificio appartenne a ricchi possidenti terrieri e rimase abitato dal I al IV secolo d.C.
Nel 1045 si ha la prima notizia di un monastero benedettino e, del 1068, se ne conosce anche il nome dell'abate: Bonizio. Il monastero assume sempre maggiore importanza, per decadere però verso il XV secolo.
Nel 1080 Giovanni Gualberto, fondatore della Congregazione Vallombrosana, ebbe in dono dal vescovo di Ravenna la chiesa di Santa Maria di Fiumana per ergervi un monastero detto poi di Sant'Antonio e una grande abbazia denominata Santa Maria Maggiore. In tale complesso religioso visse, per circa 10 anni il monaco Rainieri di Bleda, il futuro papa Pasquale II.

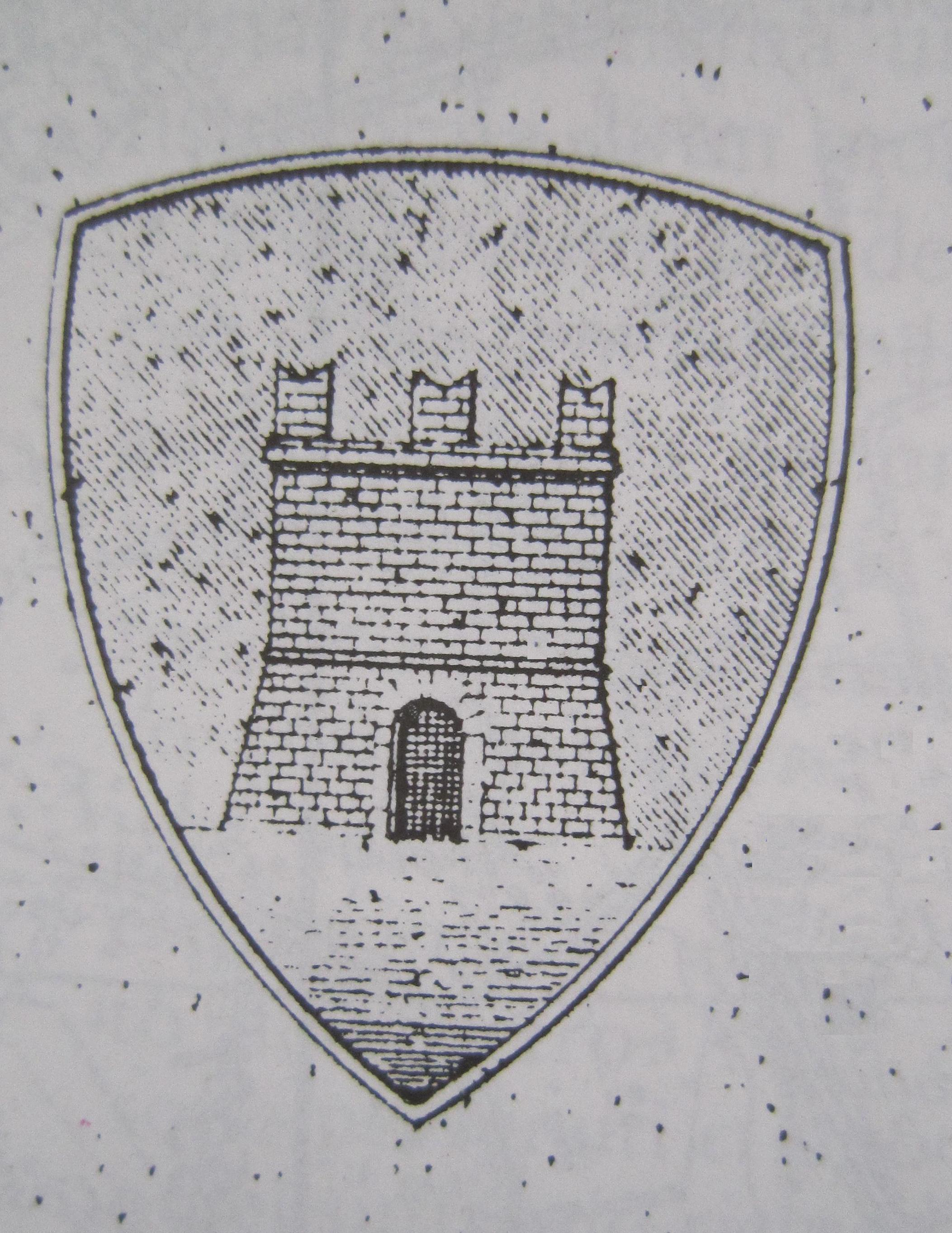
Stemma del comune di Fiumana, prima che il comune venisse soppresso e unito a quello di Predappio

I territori di Fiumana appartennero, con vicende alterne, sin dal XII secolo alla signoria degli Ordelaffi. Nel 1304 entrò in possesso dal marchese degli Argugliosi per ritornare nuovamente agli Ordelaffi che più volte la difesero dagli attacchi delle truppe pontificie, come nel 1359 quando Albornoz ne tentò la conquista.
Nel giugno del 1424 le truppe di Pandolfo III Malatesta cinsero d'assedio il castello di Fiumana che in breve capitolò. Nel 1434 Antonio Ordelaffi ricevette da papa Eugenio IV il riconoscimento della signoria forlivese ricevendo in possesso anche i territori di Fiumana.
Il 15 aprile 1923, Sindaco e giunta repubblicani di Fiumana, allora Comune, lasciarono il Municipio e organizzarono una gara di bocce, per non ricevere Benito Mussolini, da poco Presidente del Consiglio.
Pochi anni dopo il dittatore farà assorbire il comune di Fiumana da quello di Predappio, suo paese natale.

## Eventi
- Sfilata di carri allegorici e gruppi mascherati in Carnevale.

## Galleria d'immagini

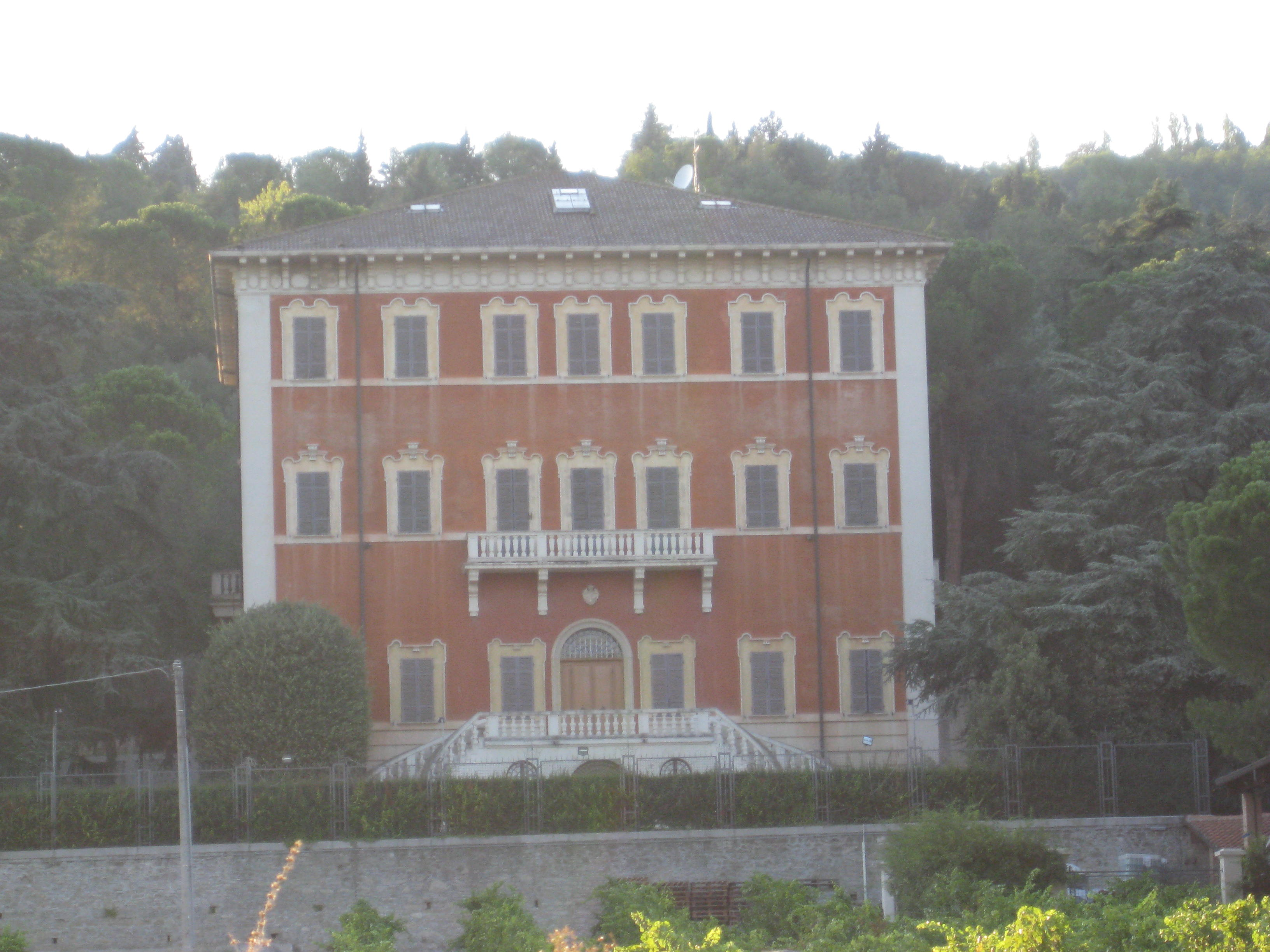
Tenuta Pandolfa, poco fuori dall'abitato, in direzione Predappio